# Mensur Bajramović
Mensur Bajramović rođen je 15. kolovoza 1965. u Zenici, gdje je i započeo košarkašku karijeru. Prve nastupe u timu Čelika ubilježio je 1980. godine, a od 1982. do 1985. nastupao je i za sarajevski košarkaški klub Bosnu. Nakon toga se vratio u Čelik, odakle je kasnije otišao igrati u Tursku i Hrvatsku. 
Po povratku u rodnu Zenicu nastupao je još neko vrijeme u ekipi Čelika, da bi 1997. prestao aktivno igrati košarku. Po završetku igračke karijere ušao je u trenerske vode i na početku nove karijere vodio svoj dotadašnji klub Zenica Čelik. U međuvremenu je u određenom razdoblju bio i izbornik mlade muške košarkaške reprezentacije BIH u sezoni 1999./2000., ali i na poziciji pomoćnika izbornika najbolje selekcije BiH u mandatima Sabita Hadžića i Draška Prodanovića. U sezoni 2004./05. bio je trener Bosne iz Sarajeva, s kojom je osvojio prvo mjesto u Ligi 10 prvenstva BiH, a vodio ih je i kroz Ligu 6.